# Saint-Rémy-en-Mauges
Saint-Rémy-en-Mauges é uma ex-comuna francesa na região administrativa da Pays de la Loire, no departamento de Maine-et-Loire. Estendeu-se por uma área de 21,56 km², com 1 219 habitantes, segundo os censos de 1999, com uma densidade de 56 hab/km².
Em 15 de dezembro de 2015 foi fundida com as comunas de La Boissière-sur-Èvre, Chaudron-en-Mauges, La Chaussaire, Le Fief-Sauvin, Le Fuilet, Montrevault, Le Puiset-Doré, Saint-Pierre-Montlimart, Saint-Quentin-en-Mauges e La Salle-et-Chapelle-Aubry para a criação da nova comuna de Montrevault-sur-Èvre.